# 센스 Q1
센스 Q1(Sens Q1)은 삼성전자가 2006년 5월 1일에 출시한 울트라 모바일 PC이다.

## 같이 보기
- OQO
- 태블릿 컴퓨터
- 나노북